# Grotta del Cavallo

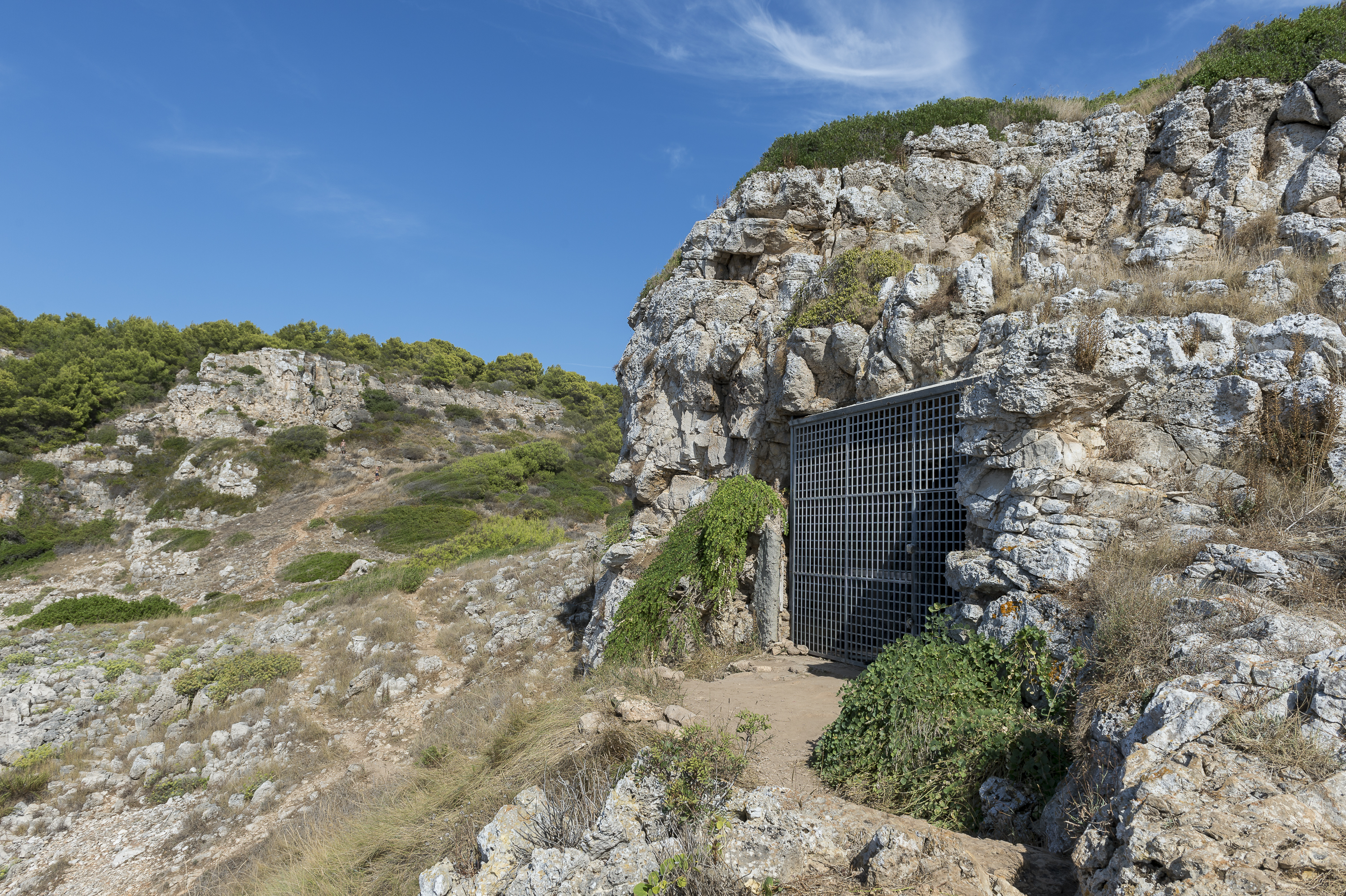

Grotta del Cavallo eller Cavallo-grottan (italienska: "Hästens grotta") är en kalkstensgrotta i regionen Apulien, södra Italien, nära Nardò, ca 90 km söder om Taranto. Grottan befinner sig cirka 15 m över havsnivån och har en rundad ingång mot havet. Denna ingång är 5 m  bred och 2,5 m hög.
Grottan återupptäcktes 1960, och därefter genomfördes två utgrävningsperioder. Den första pågick mellan 1963 och 1966, och den andra sträckte sig från 1986 till 2008. Tyvärr plundrades grottan under tiden mellan de två utgrävningarna, vilket orsakade skador på lagren som motsvarar den arkeologiska perioden senpaleolitikum. På grund av dessa skador har ingången till grottan nu säkrats med en grind och är inte öppen för allmänheten.  

## Arkeologi

### Stratigrafi
Grottan innehåller en rik stratigrafisk följd med ett djup på 7 meter, som är avsatt på toppen av en interglacial strandgrund. Den mest anmärkningsvärda delen av denna sekvens täcker Mellanpaleolitikum, som är associerad med neandertalarnas  Moustérienkultur. Dessutom har nyligen upptäckta efterföljande skikt upptäckts, vilka är kopplade till den tidigaste kända förekomsten av anatomiskt moderna människor i Europa.

### Upptäckter
1964 upptäcktes två mjölktänder (Cavallo B och Cavallo C) i grottan. År 1967 beskrev forskare att tänderna var av neandertaliskt ursprung och antog att de medföljande stenverktygen och skalpärlornamenten var typiska för en neandertalkultur, som senare kom att kallas Uluzzi-kulturen   eftersom den liknar Châtelperronian. Men kopplingen mellan Châtelperronian-kulturen och Homo neanderthalensis är föremål för pågående debatt.  
År 2011 publicerade ett forskarteam, under ledning av Stefano Benazzi från Institutionen för antropologi vid universitetet i Wien, en studie i tidskriften Nature. Denna studie drog slutsatsen att tänderna inte har ursprung från neandertalare, utan istället tillhör en tidig Homo sapiens och är daterade till perioden 45 000 till 43 000 år BP. 
Enligt Benazzi ger dessa resultat stöd för hypotesen att Uluzzi-kulturen inte ska tillskrivas neandertalare utan istället till moderna människor.  Även om den mänskliga härkomsten av dessa tänder ifrågasätts, har inga bevis som motsäger detta påstående lagts fram   och det har vunnit viss acceptans. Men tillskrivningen av hela Uluzzi-tekniken till anatomiskt moderna europeiska människor är mer omtvistad. 